# Торсуев, Георгий Петрович
Гео́ргий Петро́вич Торсу́ев (1908 — 1984) — советский лингвист, доктор филологических наук, специалист в области фонетики, фонологии, англистики и общего языкознания.

## Биография
Окончил Ленинградский государственный педагогический институт им. А. И. Герцена, ученик Виктора Жирмунского, своим учителем считал также Льва Щербу. Кандидат филологических наук (1939, диссертация «Опыт экспериментального сравнения английской и русской интонации»), доктор филологических наук (1961, диссертация «Вопросы акцентологии современного английского языка и экспериментальное исследование английского словесного ударения»).
В 1932—1959 годах - преподаватель Московского государственного института иностранных языков, некоторое время заведовал кафедрой английской фонетики. В 1955—1979 годах - старший научный сотрудник Института языкознания АН СССР.

## Основные работы
- «Фонетика английского языка» (1950)
- «Вопросы акцентологии современного английского языка» (1960)
- «Вопросы фонетической структуры слова» (1963)
- «Проблемы теоретической фонетики и фонологии» (Л., 1969)
- «Константность и вариативность в фонетической системе» (1977)[1].